# Ясмані Дук
Ясмані Дук (ісп. Yasmani Duk, нар. 1 березня 1988, Санта-Крус-де-ла-Сьєрра) — болівійський футболіст, нападник клубу «Нью-Йорк Космос».
Виступав, зокрема, за клуб «Орієнте Петролеро», а також національну збірну Болівії.

## Клубна кар'єра
Народився 1 березня 1988 року в місті Санта-Крус-де-ла-Сьєрра. Вихованець футбольної школи клубу «Орієнте Петролеро». Професійну футбольну кар'єру розпочав 2010 року в основній команді того ж клубу, в якій провів два сезони, взявши участь у 13 матчах чемпіонату.
Протягом сезону 2012—2013 перебував в оренді, захищаючи кольори клубу «Ла-Пас».
Повернувся 2013 року до клубу «Орієнте Петролеро». Цього разу відіграв за команду із Санта-Крус-де-ла-Сьєрра наступні два сезони своєї ігрової кар'єри.
Протягом 2015—2016 років захищав кольори команди клубу «Спорт Бойз».
До складу клубу «Нью-Йорк Космос» приєднався 2016 року. Відтоді встиг відіграти за команду з Нью-Йорка 2 матчі в національному чемпіонаті.

## Виступи за збірну
2015 року дебютував в офіційних матчах у складі національної збірної Болівії. Наразі провів у формі головної команди країни 10 матчів, забивши 1 гол.
У складі збірної був учасником Кубка Америки 2016 року у США.